# Portea nana
Portea nana är en gräsväxtart som beskrevs av Elton Martinez Carvalho Leme och Hans Edmund Luther. Portea nana ingår i släktet Portea och familjen Bromeliaceae. Inga underarter finns listade i Catalogue of Life.